# James Broad (calciatore)
James Broad (Stalybridge, 10 novembre 1891 – Chelmsford, 22 agosto 1963) è stato un allenatore di calcio e calciatore inglese.

## Biografia
Fu calciatore come il fratello Tommy. Servì nell'esercito britannico durante la prima guerra mondiale.

## Carriera

### Calciatore
Ha militato nelle riserve del Manchester City e Manchester Utd. Nella stagione 1914-1915 è in forza all'Oldham Athletic, dovendo però interrompere la carriera agonistica allo scoppio della prima guerra mondiale, chiamato a servire nella British Army.
In forza al Millwall, ottiene il settimo posto nella Third Division 1920-1921.
Nel 1921 passa per 2500£ allo Stoke City, con cui ottiene da protagonista la promozione in massima serie grazie al secondo posto nella Second Division 1921-1922. Broad si ripete anche nella First Division 1922-1923, segnando 23 reti, ma un infortunio occorsogli nel febbraio 1923 condanna il suo club a retrocedere in cadetteria. La stagione seguente venne inizialmente tagliato dal club, ma fu reintegrato in rosa ancora per un anno, segnando altre 14 reti.
Nella stagione 1924-1925 è in forza all'Everton, club con cui ottiene il 17º posto nella First Division 1924-1925. Broad rimarrà in forza al club di Liverpool sino al settembre 1925.
Ha giocato anche nel Luton Town.

### Allenatore
Fu allenatore, con Attilio Maggiani direttore tecnico, dello Spezia nella Serie B 1929-1930. Venne esonerato dall'incarico l'8 febbraio 1930 e sostituito da Maggiani.
Alcune fonti lo riportano, precedentemente alla stagione spezzina, alla guida del Barcellona.